# Orthomorpha hirtipes
Orthomorpha hirtipes är en mångfotingart. Orthomorpha hirtipes ingår i släktet Orthomorpha och familjen orangeridubbelfotingar. Inga underarter finns listade i Catalogue of Life.